# Winfried Elliger
Winfried Elliger (* 3. Februar 1930 in Münster i. W.; † 14. Februar 2019 in Tübingen) war ein deutscher Klassischer Philologe mit einem Schwerpunkt in der Gräzistik.

## Werdegang
Elliger ist ein Sohn des evangelischen Theologen Karl Elliger. Er studierte nach der 1949 abgelegten Reifeprüfung am Uhland-Gymnasium Tübingen Klassische Philologie und Germanistik an der Eberhard Karls Universität Tübingen, der Georg-August-Universität Göttingen und der Ludwig-Maximilians-Universität München. 1955 wurde er bei Wolfgang Schadewaldt in Tübingen promoviert mit einer Dissertation mit dem Titel „Gleichnis und Vergleich bei Homer und den griechischen Tragikern“. Im Anschluss an das Staatsexamen war er im Schuldienst tätig und lehrte zeitgleich an der Universität Münster. Ab 1961 verantwortete er griechische Sprachkurse am Fachbereich Evangelische Theologie in Tübingen. Dort war er Akademischer Oberrat.
1962 heiratete Elliger die Autorin Katharina Elliger, mit der er zwei Kinder bekam.

## Werke
- Gleichnis und Vergleich bei Homer und den griechischen Tragikern. Dissertation, Tübingen 1955 (mit eigenem Lebenslauf).
- Kantharos. Lehrbuch des Altgriechischen. Klett Verlag, Stuttgart 1982, ISBN 978-3-12-670100-6.
- Karthago: Stadt der Punier, Römer, Christen. Urban-Taschenbuch, Kohlhammer-Verlag, Stuttgart 1990, ISBN 978-3-17-010185-2.
- Ephesos – Geschichte einer antiken Weltstadt. Urban-Taschenbuch, Kohlhammer-Verlag, Stuttgart 1985, ISBN 978-3-17-009020-0.
- Mit Paulus unterwegs in Griechenland. Verlag Katholisches Bibelwerk, Stuttgart 2007, ISBN 978-3-460-32799-3.
- Die Darstellung der Landschaft in der griechischen Dichtung. de Gruyter, Berlin 1975, ISBN 3-11-004794-2.
- Sämtliche Reden. [Von] Dion Chrysostomos. Eingeleitet, übersetzt und erläutert von Winfried Elliger. Artemis Verlag, Zürich [1967].
- Sophokles und Apollon. In: Hellmut Flashar und Konrad Gaiser (Hrsg.): Synusia. Festgabe für Wolfgang Schadewaldt zum 15. März 1965. Pfullingen 1965, S. 79–109.